# Salón Cimrman uvádí Cimrkino
Pořad Salónu Cimrman Cimrkino byl vysílán v České televizi roku 2000. Pojednává o filmové tvorbě Járy Cimrmana.
V jeho rámci byl promítán Cimrmanův němý film o průjezdu vlaku tunelem u štýrské obce Hoheniederkaisertischtuch. 
Rovněž se dozvídáme, že Cimrman byl první, kdo na filmová plátna přinesl postavu Tarzana.